# Lithacodia penthis
Lithacodia penthis là một loài bướm đêm trong họ Noctuidae.